# Kelsos

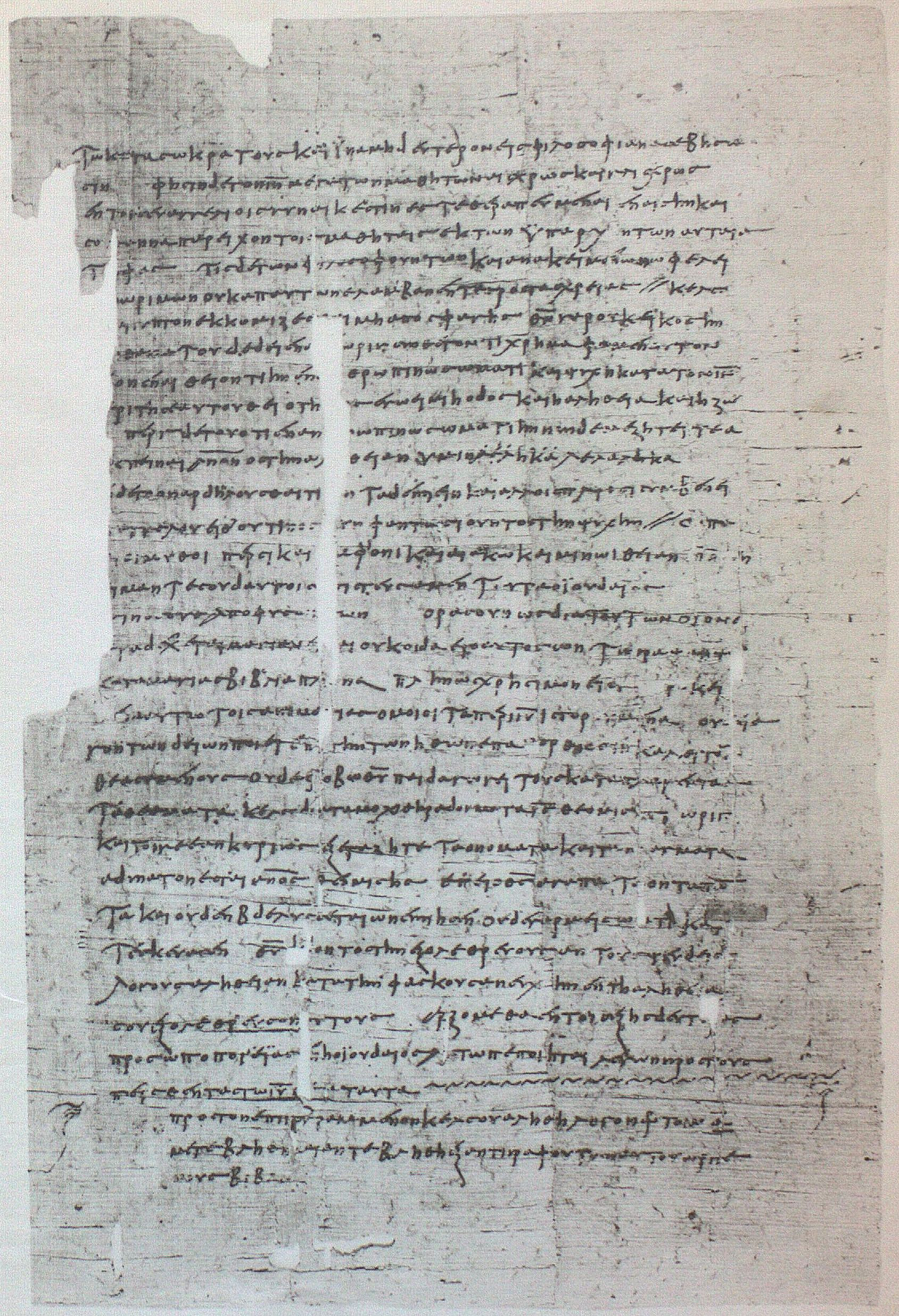
Ein Fragment der Wahren Lehre des Kelsos als Zitat in der Gegenschrift Gegen Kelsos: Kairo, Ägyptisches Museum, Papyrus JE 88747, Seite 29, Zeilen 7 und 8 (älteste Textüberlieferung, spätes 6. oder frühes 7. Jahrhundert)

Kelsos (altgriechisch Κέλσος Kélsos, lateinisch Celsus) war ein antiker Philosoph. Er lebte in der zweiten Hälfte des 2. Jahrhunderts.
Aus der Sicht der platonischen Tradition, der er angehörte, verfasste Kelsos die Wahre Lehre, die älteste bekannte Streitschrift gegen das Christentum. Dieses Werk in altgriechischer Sprache ist nur fragmentarisch überliefert. Der Inhalt kann aber dank der zahlreichen Zitate in der Gegenschrift Gegen Kelsos des christlichen Kirchenschriftstellers Origenes in den Grundzügen rekonstruiert werden.
Kelsos besaß ein beträchtliches Detailwissen über die Bibel. In den christlichen Lehren und den Meinungsverschiedenheiten der verschiedenen untereinander zerstrittenen christlichen Richtungen kannte er sich aus. Er betrachtete das Christentum als Verfallserscheinung, die aus der Verfälschung der jüdischen Religion heraus entstanden sei, und griff es mit einer Fülle von Argumenten an. Insbesondere warf er den Christen ihre Absonderung aus dem sozialen Gefüge des Römischen Reiches vor. Aus seiner Sicht waren sie eine abergläubische, vernunft-, kultur- und bildungsfeindliche Bewegung, die zu Unrecht einen Überlegenheitsanspruch erhob, sich als Minderheit selbst hochmütig aus der Gesellschaft ausschloss und im Römischen Reich einen schädlichen Fremdkörper bildete. Daher appellierte er an die Gebildeten und Nachdenklichen unter den Christen, ihre Irrtümer einzusehen, ihre Exklusivität aufzugeben und sich wieder in die Gesellschaft zu integrieren.
In der Neuzeit wurde die antike Kontroverse zwischen Kelsos und Origenes erneuert. Gegner des Christentums griffen die Kritik des Kelsos auf, während christliche Autoren behaupteten, seine Argumente seien bereits von Origenes widerlegt worden. Die moderne Forschung schätzt die Wahre Lehre als kulturgeschichtliche Quelle von hohem Wert. Inwieweit sie als eigenständige philosophische Leistung gelten kann, ist allerdings umstritten.

## Leben
Nachrichten über Herkunft und Leben des Philosophen sind nicht überliefert, über seine Heimat und seinen Wohnsitz gibt es nur Vermutungen. Versuche, ihn mit einer anderweitig bekannten Person zu identifizieren, haben nicht zu überzeugenden Ergebnissen geführt. Gesichert ist immerhin eine Einzelheit: Die Bemerkungen des Kelsos, er könne über Weissagungen in Phönizien und Palästina das mitteilen, was er „gehört und genau kennengelernt“ habe, und er habe die angeblichen Propheten selbst gehört, beweisen, dass er sich zumindest zeitweilig in dieser Region aufgehalten hat.
Alle heute vorliegenden Informationen über Kelsos stammen von Origenes, der seine ausführliche, acht Bücher umfassende Entgegnung in den 240er Jahren schrieb. Offenbar wusste Origenes über Kelsos und dessen Ansichten nicht mehr als das, was er der Wahren Lehre entnehmen konnte. Er identifizierte irrtümlich den Platoniker Kelsos, gegen den er sich wandte, mit einem gleichnamigen Epikureer, gab aber diesbezüglich seine Unsicherheit zu. Die Bezeichnung Epikureer wurde damals oft als Schimpfwort verwendet, um einen philosophischen Gegner zu diskreditieren.

## DieWahre Lehre

### Entstehung und Textüberlieferung
Die Kampfschrift gegen das Christentum mit dem Titel Ἀληθὴς λόγος Alēthḗs lógos (Wahre Lehre) ist nach der vorherrschenden Forschungsmeinung vermutlich in Alexandria entstanden. Daneben wurden auch Rom, Caesarea Maritima und Pergamon als mögliche Entstehungsorte vorgeschlagen. Wahrscheinlich schrieb Kelsos unter Kaiser Mark Aurel (161–180). 
Oft wird die Abfassung aufgrund von Andeutungen des Autors zur aktuellen Lage in die Zeit zwischen 176 und 180 gesetzt, vereinzelt ist für Spätdatierung um 200 plädiert worden. Der Originaltext ist nur bruchstückhaft erhalten; spätestens nach der Erhebung des Christentums zur Staatsreligion und dem Verbot aller anderen Kulte im späten 4. Jahrhundert wurden alle möglicherweise noch vorhandenen Exemplare vernichtet, da Kritik am Christentum von nun an nicht mehr geduldet wurde.
Die überlieferten Passagen liegen in Gestalt der Zitate vor, die Origenes in seine Gegenschrift einfügte. Das ebenfalls in griechischer Sprache abgefasste Werk des Origenes trägt den Titel Gegen die mit ‚Wahre Lehre‘ betitelte Schrift des Kelsos (kurz Gegen Kelsos, lateinisch Contra Celsum). Da der christliche Opponent einen Abschnitt nach dem anderen zitierte und zu widerlegen versuchte, lassen sich aus seiner Darstellung Aufbau und Inhalt der Wahren Lehre weitgehend erschließen. Allerdings verfuhr Origenes, wie er selbst einräumte, beim Zitieren nach seinem Ermessen. Forschungsergebnisse bestätigen diese Willkür: Der Kirchenschriftsteller hielt sich entgegen seiner Behauptung nicht konsequent an die Reihenfolge der Argumente des Kelsos; er überging Aussagen, die er für wertlos hielt, ließ manche Fragen aus und nahm in den zitierten Passagen Kürzungen vor, durch die Lücken und Unklarheiten entstanden, die das Verständnis beträchtlich erschweren. 
Zwar behauptete Origenes, auf alle Argumente des Gegners eingegangen zu sein, doch gehen die Meinungen der Forscher darüber, wie groß der von ihm wiedergegebene Teil des Originaltextes ist, weit auseinander. Manche bestreiten, dass der Fragmentbestand eine Rekonstruktion ermöglicht. Der Gegenposition zufolge ist der Text dank der indirekten Überlieferung großenteils oder fast vollständig gerettet; nach einer besonders optimistischen Einschätzung ist nur etwa ein Zehntel verloren.

### Hintergrund und Zweck
Mit dem Titel Alethes logos, den Kelsos seiner Schrift gab, kündigte er einen wahren „Logos“ an. Das mehrdeutige Wort logos bezeichnet im Altgriechischen unter anderem eine Aussage, eine Behauptung, eine Darlegung oder Belehrung oder auch eine ganze Abhandlung, oft mit der Konnotation des Vernünftigen. Im hier vorliegenden Kontext ist eine philosophische Lehre gemeint. Im Werktitel machte der Autor nicht nur selbstbewusst seinen Anspruch geltend, Wahrheit zu verkünden, sondern setzte zugleich auch dem christlichen Verständnis von Jesus Christus als Logos in Person – fleischgewordenes Wort Gottes – sein eigenes Logos-Konzept entgegen. Unter der „wahren Lehre“, auf die sich der Titel bezieht, verstand Kelsos ein anfängliches, den ältesten Völkern und insbesondere deren Weisheitslehrern ursprünglich gemeinsames religiös-philosophisches Wissen, das in den Schriften der Weisen niedergelegt sei und die Sitten der einzelnen Völker präge. Als Träger solcher Überlieferungen nannte er mehrere Völker, darunter die Ägypter, Assyrer, Inder und Perser. Auch die keltischen Druiden zählte er zu den Besitzern altehrwürdiger Weisheitslehren. Unter den einzelnen Persönlichkeiten, die nach seiner Überzeugung die wahre Lehre besaßen, führte er Orpheus, Pherekydes von Syros, Pythagoras und Zarathustra („Zoroastres“) an. Platon war aus Kelsos’ Sicht keineswegs der Schöpfer einer neuen Philosophie, sondern nur ein hervorragender Erklärer und Verkünder der uralten Weisheit. Dieses Bild der Philosophiegeschichte war keine Besonderheit des Kelsos; es wurde auch vom Mittelplatoniker Numenios vertreten, der um die Mitte des 2. Jahrhunderts lebte.
Im 2. Jahrhundert war bei den griechischsprachigen Gebildeten Wertschätzung für die alte Weisheit der „Barbaren“ – der nichtgriechischen Völker – verbreitet. Kelsos bekannte sich zwar zu dieser Sichtweise, war aber zugleich von der geistigen Überlegenheit des Griechentums überzeugt. Er befand, die Barbaren seien zwar fähig, wertvolle Lehren zu erfinden, aber in der Beurteilung und Begründung der von ihnen gewonnenen Einsichten und in deren „Anwendung im Hinblick auf die Tugend“, also in der ethischen Praxis, seien die Griechen besser.
Die jüdische Religion zählte Kelsos nicht zu den bewundernswerten uralten Weisheitsüberlieferungen, denn er meinte, sie fuße zwar auf altem ägyptischen Wissen, doch diese ursprüngliche Wahrheit sei von Mose zum Teil verfälscht worden. Dennoch sah er im Judentum eine legitime Tradition, die ebenso wie die anderen ethnischen Überlieferungen und Sitten zu respektieren sei. Dem Christentum hingegen, das er für eine bloße Perversion des Judentums hielt, billigte er keinen solchen Rang zu.
Den Kern der Kritik des Kelsos an den Christen bildete der Vorwurf, sie hätten die überlieferte Wahrheit mit eigenen Erfindungen vermischt, die unbegründete und abstruse Behauptungen seien. Dieses Urteil wurde in der Wahren Lehre mit einer Fülle von Argumenten aus der Perspektive eines platonischen Welt- und Menschenbildes untermauert.
Die Absicht, die Kelsos mit seinem Werk verfolgte, beschränkte sich nicht auf die bloße Widerlegung der christlichen Lehre zum Zweck der Eindämmung ihrer Verbreitung. Vielmehr war die Wahre Lehre sowohl eine Kampfschrift, die Munition für die geistige Auseinandersetzung bereitstellte, als auch eine Lehrschrift, die wahrheitsgemäß über Gott und die Welt belehren sollte, und eine Werbeschrift für die Philosophie des Autors. Kelsos wollte nicht nur angreifen, sondern hatte auch ein protreptisches Ziel: Er präsentierte die „wahre Lehre“, das heißt seinen Platonismus, als überlegene Alternative, um die gebildete Minderheit unter den Christen zur Abkehr von ihrem Glauben zu bewegen und sie zu seiner eigenen Weltanschauung zu bekehren. Damit wollte er zugleich einen Beitrag zur Stärkung der staatsbürgerlichen Loyalität leisten, denn er hielt den Einfluss des christlichen Gedankenguts für staatszersetzend. Angesichts der aktuellen Bedrohung des Römischen Reichs durch feindliche Völker – die Abfassung fiel in die Zeit der Markomannenkriege – war dies ein wichtiges Anliegen, dessen Gewicht Kelsos mit dem Hinweis auf eine mögliche künftige Machtübernahme durch wilde Barbaren verdeutlichte. In Anbetracht der militärischen Gefahr beendete er seine Ausführungen versöhnlich mit einem Appell an die Christen, sich wieder in die Gesellschaft zu integrieren, ihre Bürgerpflichten zu erfüllen und dem Kaiser, der sich für das Gerechte abmühe, beizustehen.

### Antike und Mittelalter

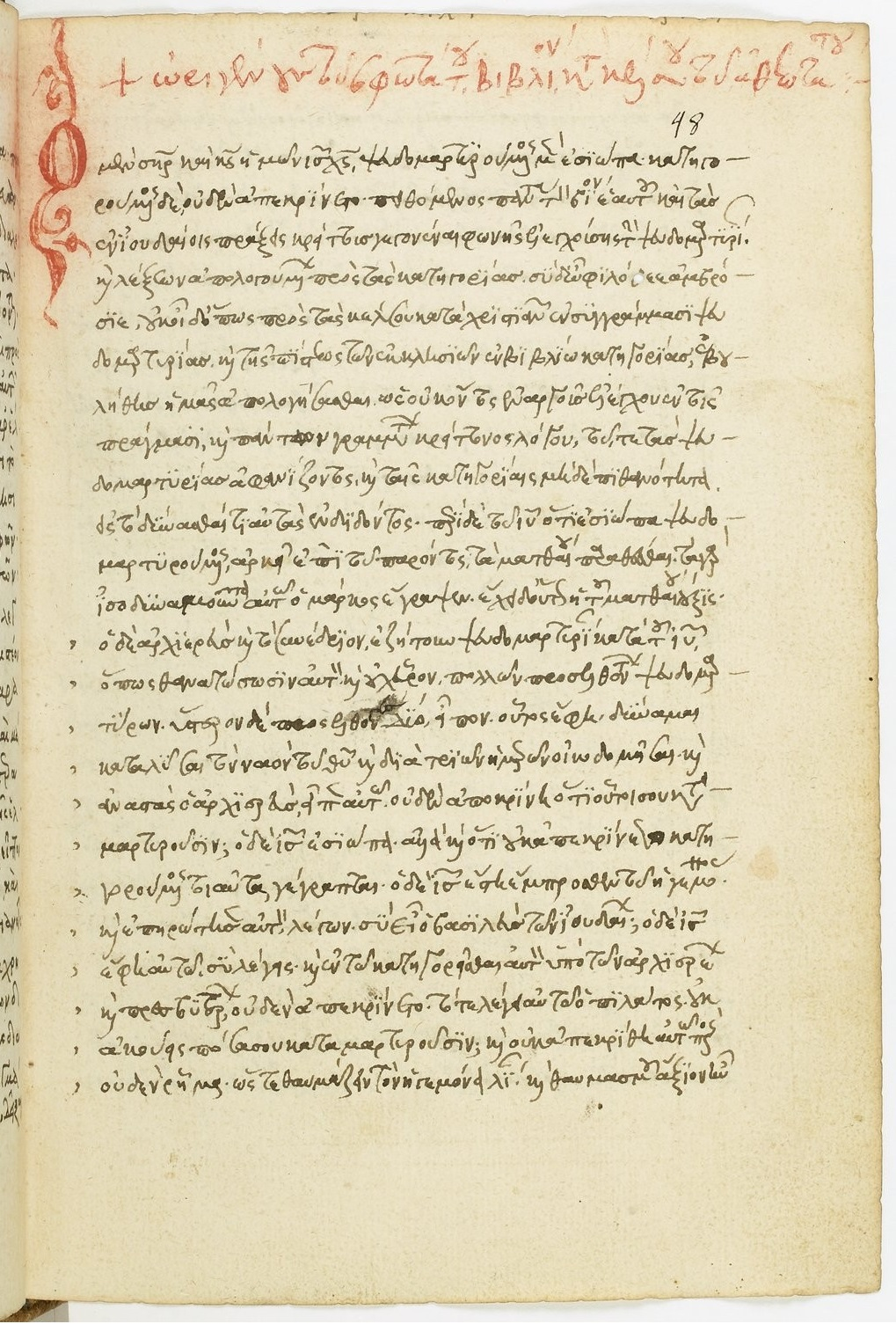
Der Anfang von Contra Celsum in der Handschrift Paris, Bibliothèque nationale de France, Gr. 945, fol. 48r (spätes 14. oder 15. Jahrhundert)